# Munggur
Munggur is een bestuurslaag in het regentschap Boyolali van de provincie Midden-Java, Indonesië. Munggur telt 1823 inwoners (volkstelling 2010).